# Luce musicale
Luce musicale (Searchlight) è un racconto breve di fantascienza del 1962 dello scrittore statunitense Robert A. Heinlein.
Fa parte del ciclo della Storia futura.

## Storia editoriale
È stato scritto nel 1962, originariamente come parte di una pubblicità per la Hoffman Electronics.
Heinlein ha dichiarato che la sua brevità ha reso la stesura molto più difficile di quella dei romanzi; forse è per questo che è stato l'ultimo racconto di Heinlein, il restante quarto di secolo della sua carriera è stata dedicata a scrivere romanzi e saggi.
"Searchlight" è stato pubblicato sul numero dell'agosto 1962 della rivista Scientific American, in seguito è stato ricompreso in due raccolte di opere di Heinlein: The Worlds of Robert A. Heinlein pubblicata nel 1966 e Expanded Universe del 1980.
La prima delle traduzioni in italiano intitolata Luce nelle tenebre di Gabriele Tamburini, insieme a due dei cinque racconti contenuti in The Worlds of Robert A. Heinlein, è stata pubblicata nell'antologia I miei mondi dalla Casa Editrice La Tribuna, nel 1971 nel n. 145 della collana Galassia e poi di nuovo nel 1973 nel n. 14 della collana Bigalassia.
Una traduzione di Giuseppe Lippi intitolata Luce musicale, è stata pubblicata dalla Mondadori nel 1987 e nel 1998, nell'antologia La storia futura,
basata sui testi sistemati da Heinlein, che ha apportato molte lievi modifiche alle opere del ciclo della Storia futura per aggiornarle e migliorarne la coerenza interna, in occasione dell'uscita della raccolta in volume The Past Through Tomorrow del 1967.

## Trama
Elizabeth "Betsy" Barnes una bambina cieca la cui astronave è caduta sulla Luna viene individuata e salvato sfruttando, per le ricerche, la sua prodigiosa abilità musicale.

### Edizioni
- Robert A. Heinlein, Luce musicale, in La storia futura (antologia), collana Urania Classici, traduzione di Giuseppe Lippi, vol. 3, n. 264, Mondadori, marzo 1999,  pp. 45-49, ISSN 1120-4966 (WC · ACNP).

### Fonti critiche
- (EN) James Daniel Gifford, The New Heinlein Opus List, in Robert A. Heinlein: A Reader's Companion (PDF), Nitrosyncretic Press, 2000, ISBN 978-0-9679874-1-5. URL consultato il 25 settembre 2015.

- Giuseppe Lippi, Nota, in La storia futura (antologia), collana Urania Classici, vol. 1, n. 241, Mondadori, aprile 1997,  p. 14, ISSN 1120-4966 (WC · ACNP).
«Le traduzioni sono state rifatte appositamente, con l'eccezione di L'uomo che vendette la luna e Requiem che erano già apparsi a cura di Lia Volpatti e Paola Francioli.»